# Пётр Лампадарий
Пётр Лампадарий (греч. Πέτρος Λαμπαδάριος; около 1730 или 1741, Триполис — 1777, Константинополь) — греческий композитор. Ему приписывается введение турецко-арабских музыкальных элементов в греческую музыку.
Он получил образование в монашеской общине Смирны. В 1764 году он учился в Константинополе, и служил в Великой Константинопольской церкви в качестве второго domestikos. Между 1769 и 1773 он стал Lampadarios (лидер левого клироса). В 1776 году он основал музыкальную школу Патриархата.
Его известность как учителя и композитора основана на его интерпретации ирмологион, коротких, простых стихир, и также антологии для Божественной литургии и основных песнопений (Толкование учебного сборника Кукузеля)
Также внёс вклад не только в христианскую, но и в Армянскую и Турецкую духовную музыку. В Новой мечети Стамбула он исполнял утреннюю молитву на новый мотив, в связи с чем был схвачен и предстал перед религиозным судом. Судьи сочли его невменяемым и поместили в лечебницу. Через некоторое время его сочли здоровым и отпустили.